# Anmado
Anmado (en coréen : 안마도) est une île située au large de la côte de la province du Jeolla du Sud, en Corée du Sud. D'une superficie de 6,09 km², environ deux cents personnes y vivent. Son point culminant est le Duitsan (177 m). 
La plus grande partie de l'espace est occupée par des terres cultivées, sur lesquelles on produit notamment du riz, du blé, de l'ail, du sésame et du poivre. 
On y trouve également une école élémentaire.